# Pseudotorinia aloysii
Pseudotorinia aloysii is een slakkensoort uit de familie van de Architectonicidae. De wetenschappelijke naam van de soort is voor het eerst geldig gepubliceerd in 1973 door Selli.